# Au-delà de nos rêves (roman)
Pour l'adaptation au cinéma, voir Au-delà de nos rêves.
 (septembre 2023).
La mise en forme du texte ne suit pas les recommandations de Wikipédia : il faut le « wikifier ».
Les points d'amélioration suivants sont les cas les plus fréquents. Le détail des points à revoir est peut-être précisé sur la page de discussion.
- Les titres sont pré-formatés par le logiciel. Ils ne sont ni en capitales, ni en gras.
- Le texte ne doit pas être écrit en capitales (les noms de famille non plus), ni en gras, ni en italique, ni en « petit »…
- Le gras n'est utilisé que pour surligner le titre de l'article dans l'introduction, une seule fois.
- L'italique est rarement utilisé : mots en langue étrangère, titres d'œuvres, noms de bateaux, etc.
- Les citations ne sont pas en italique mais en corps de texte normal. Elles sont entourées par des guillemets français : « et ».
- Les listes à puces sont à éviter, des paragraphes rédigés étant largement préférés. Les tableaux sont à réserver à la présentation de données structurées (résultats, etc.).
- Les appels de note de bas de page (petits chiffres en exposant, introduits par l'outil «  Source ») sont à placer entre la fin de phrase et le point final[comme ça].
- Les liens internes (vers d'autres articles de Wikipédia) sont à choisir avec parcimonie. Créez des liens vers des articles approfondissant le sujet. Les termes génériques sans rapport avec le sujet sont à éviter, ainsi que les répétitions de liens vers un même terme.
- Les liens externes sont à placer uniquement dans une section « Liens externes », à la fin de l'article. Ces liens sont à choisir avec parcimonie suivant les règles définies. Si un lien sert de source à l'article, son insertion dans le texte est à faire par les notes de bas de page.
- La présentation des références doit suivre les conventions bibliographiques. Il est recommandé d'utiliser les modèles {{Ouvrage}}, {{Chapitre}}, {{Article}}, {{Lien web}} et/ou {{Bibliographie}}. Le mode d'édition visuel peut mettre en forme automatiquement les références.
- Insérer une infobox (cadre d'informations à droite) n'est pas obligatoire pour parachever la mise en page.

Pour une aide détaillée, merci de consulter Aide:Wikification.
Si vous pensez que ces points ont été résolus, vous pouvez retirer ce bandeau et améliorer la mise en forme d'un autre article.
Au-delà de nos rêves (titre original : What Dreams May Come) est un roman de fantastique écrit par Richard Matheson et paru en 1978. L'intrigue est centrée sur Chris, un homme qui meurt, se rend au paradis, puis descend en enfer pour sauver sa femme.
L'ouvrage a fait l'objet d'une adaptation pour le cinéma dans le film Au-delà de nos rêves, avec Robin Williams, Cuba Gooding Jr. et Annabella Sciorra et a été primé aux Oscars.
Dans une interview, l'auteur a déclaré : « Je pense que Au-delà de nos rêves est le livre le plus important (puissant) que j'ai écrit. Il a permis à un certain nombre de lecteurs de s'affranchir de leur crainte de la mort – le plus bel hommage qu’un écrivain puisse recevoir. »
Dans sa préface, Richard Matheson indique que les personnages sont les seuls éléments fictifs du roman. Presque tout le reste est fondé sur des recherches scientifiques et la fin du roman comprend une longue bibliographie.

## Arrière-plan
Richard Matheson, principalement connu pour ses fictions d'horreur, désirait s'éloigner du genre : « J'étais déterminé à lutter contre cette image. Bon sang, pour commencer, je n’ai jamais écrit de « véritable » horreur ! Pour moi, horreur rime avec sang et tripes, alors que la terreur est un art nettement plus subtil, qui consiste à attiser les peurs primaires. Et puis, au milieu des années 70, j’en avais assez de jouer au jeu de la peur. Faire peur aux gens ne m'intéressait plus. » Dans le roman, il a construit la famille de Chris en prenant la sienne pour modèle.
Le titre est tiré d'un vers de Hamlet  extrait de la tirade du monologue « Être ou ne pas être » :
For in that sleep of death what dreams may come When we have shuffled off this mortal coil, Must give us pause.
Car quels rêves peut-il nous venir dans ce sommeil de la mort, Quand nous sommes débarrassés de l'étreinte de cette vie ?
Voilà qui doit nous arrêter.
L'intrigue du roman fait, à plusieurs reprises, des références allégoriques à La Divine Comédie, le poème de Dante Alighieri (1308-1321).

## Personnages principaux
- Chris Nielsen – personnage principal et narrateur ; c'est un scénariste d'âge moyen qui est tué lors d'un accident de voiture et passe la plus grande partie du roman à explorer l'au-delà, tout en recherchant Ann, sa femme.
- Robert Nielsen – le frère vivant de Chris, narrateur du récit-cadre, à qui la majeure partie du roman est adressée.
- Ann – la femme de Chris qui se suicide en raison du chagrin causé par la mort de celui-ci.
- Albert – Le cousin de Chris qui lui sert de guide au Ciel et dont le travail consiste à voyager vers le « royaume inférieur » (l'Enfer) pour aider ses habitants.
- Leona – une femme qui guide Chris à travers une cité céleste ; Chris la confond au premier abord avec Ann.

## Résumé
Le prologue est raconté par un Robert, rapportant sa visite à une médium, qui lui remet un manuscrit qui lui aurait été dicté par Chris, son frère décédé. Ce manuscrit constitue la majeure partie du roman.
Chris, un homme d'âge moyen, est blessé dans un accident de voiture et décède à l'hôpital. Il y reste à l'état de fantôme, pensant, dans un premier temps, qu'il fait juste un mauvais rêve. Une séance ratée finit par renforcer la conviction d'Ann, sa femme, selon laquelle il n'a pas survécu. Un inconnu s'approche constamment de Chris, lui disant de se concentrer sur ce qui se situe au-delà. Chris ignore longtemps ce conseil, incapable d'abandonner sa femme. Après avoir suivi les conseils de l'homme et s'être concentré sur des souvenirs agréables, il sent qu'il s'élève.
Il se réveille dans une superbe clairière, qu'il identifie comme un endroit où lui et Ann se sont promenés. Comprenant à présent qu'il est mort, il est surpris de constater qu'il a l'air d'être en vie, et se sent vivant, avec un corps et des sensations physiques. Après avoir exploré les lieux un moment, il rencontre Albert, son cousin, qui lui révèle être l'inconnu qui l'accompagnait.
Albert explique que l'endroit dans lequel ils se trouvent s'appelle Summerland. Summerland est plus un état d'esprit plutôt qu'un lieu physique à proprement parler ; ce lieu est pratiquement infini et prend la forme des souhaits et des désirs de ceux qui y résident. Il n’y a plus ni souffrance ni mort, et les gens y emploient leur temps à diverses occupations et des activités de loisirs. Le roman dépeint Summerland en détail, à travers les yeux de Chris. Toutefois, Chris se sent mal à l'aise, hanté par des cauchemars qui se terminent par la mort d'Ann. Bientôt, il apprend qu'Ann s'est donné la mort.
Albert, aussi choqué que Chris, explique qu'en se suicidant, Ann a dirigé son esprit vers le « royaume inférieur » de Summerland et qu'elle y devra y rester encore vingt-quatre ans – la durée de sa vie initialement prévue. Albert explique que la condition d'Ann n'est pas une « punition » mais plutôt une « loi » – une conséquence naturelle de son suicide.
Puisque le travail d'Albert consiste à se rendre dans le royaume inférieur, Chris lui demande d'y être emmené pour aider Ann. Albert commence par refuser : Chris pourrait se retrouver coincé dans le royaume inférieur, retardant ainsi ses retrouvailles avec Ann. Albert finit par se laisser convaincre de tenter le sauvetage, bien qu'il insiste sur le fait qu'il a la certitude qu'ils échoueront.
Le royaume inférieur (que le livre nommera ultérieurement « l'Enfer ») est froid, sombre et stérile. Albert et Chris réussissent à utiliser leur esprit pour rendre leur environnement légèrement moins âpre, mais Albert prévient Chris que cela sera rendu plus difficile à faire à mesure de l'avancée de leur voyage. Ils finissent atteignent un lieu peuplé de personnes qui étaient des criminels violents de leur vivant. Chris est témoin d'une série de spectacles épouvantables. Il se faut aussi attaquer de manière affreuse par une foule. Il découvre peu après que l'attaque n'a eu lieu que dans son esprit.
Au bout d'un moment, ils quittent cette partie tourmentée de l'Enfer et arrivent enfin là où se trouve Ann. Ce lieu ressemble à une version sombre et déprimante du quartier où lui et Ann vivaient. Albert explique qu'elle ne reconnaîtra pas immédiatement Chris et qu'il devrait essayer de la convaincre progressivement qui il est, et ce qui lui est arrivé. Ann croit qu'elle vit seule dans sa maison où plus rien ne fonctionne et continue de pleurer la mort de son mari. C'est son « enfer » personnel – une version amplifiée de ce qu'elle éprouvait avant son suicide.
Se présentant comme un nouveau voisin, Chris fait de nombreuses tentatives infructueuses pour l'aider à comprendre la situation véritable. Il décrit les détails de sa vie pour qu'elle se souvienne de son mari. Il attire son attention sur la condition lamentable et négative de la maison. Il égrène des indices qui la conduisent progressivement à la vérité, mais elle semble bloquer tout ce qui pourrait aider à le reconnaître. Il lui assène enfin la vérité sans détour ; elle laisse éclater sa colère et le traite de menteur. Il lui est absolument impensable que ce soit son mari décédé parce qu’elle refuse de croire à la vie après la mort.
Désorienté, au bout d'un moment, il commence à oublier sa propre identité, l'atmosphère de l'Enfer l'attire progressivement et menaçant de l'y retenir prisonnier. Il entame un monologue pour lui dire à quel point il l'aime et combien elle a enrichi sa vie. Prenant alors la décision la plus redoutable entre toutes, il décide de rester avec elle et de ne pas retourner à Summerland.
Dans les derniers instants avant qu'il perde connaissance, Ann le reconnaît et réalise ce qui s'est produit.
Chris se réveille à nouveau à Summerland. Albert est étonné qu'il ait pu sauver Ann et il lui explique qu'elle est née de nouveau sur Terre, car elle n'était pas encore prête pour Summerland. Malgré les protestations d'Albert, Chris veut, lui aussi, renaître. Il apprend qu'avec Ann, ils ont eu plusieurs vies antérieures et que dans chacune d'elles, ils avaient un lien spécial l'un avec l'autre.
Dans les dernières lignes du manuscrit touche, Chris raconte comment il va bientôt renaître et qu'il oubliera tout ce qui s'est passé. Il termine par un message d'espérance, destiné à ses lecteurs expliquant que la mort n'est pas à craindre et qu'il sait qu'à l'avenir, lui et Ann seront finalement réunis au paradis, même sous une forme différente.

## Fondements religieux
Certains hindous affirment que les croyances exposées dans ce roman sont similaires aux enseignements de l'hindouisme.
Toutefois Richard Matheson a nié toute influence directe ; élevé en chrétien scientiste, Richard Matheson a développé au fur et à mesure ce qu'il a appelé sa propre religion, se nourrissant d'éléments puisés à de nombreuses sources.
"En tant que Poissons ", a-t-il expliqué, "je suis fasciné par la parapsychologie, la métaphysique et le surnaturel depuis que je suis adolescent. Les concepts du livre sont issus de mon large éventail de lectures. " 
L'une des références de Richard Matheson était Harold W. Percival, un adepte de la Théosophie, un ensemble de croyances fortement influencé par les religions orientales et l'hindouisme.
L'histoire partage également le thème du mythe grec antique d'Orphée partant à la recherche d'Eurydice, au cours duquel le talentueux musicien entreprend un voyage difficile en enfer pour récupérer sa femme.
Un personnage cite les écrits de Emanuel Swedenborg, un mystique chrétien du XVIIIe siècle. Richard Matheson établit ses descriptions de l'expérience de mort sur les études d'Elisabeth Kübler-Ross et de Raymond Moody. A la lecture de ces récits, Richard Matheson a découvert que les personnes ranimées ayant fait une tentative de suicides racontaient une histoire bien plus effrayante que quiconque ayant eu des expériences de mort imminente.
La bibliographie de Richard Matheson se compose davantage de références New Age que de sources religieuses classiques, et le roman montre la réincarnation comme un démarche plus volontaire que ne la décrivent habituellement les grandes religions du monde comme l'hindouisme, le bouddhisme et le judaïsme.

## Thèmes principaux
Le livre explore toute une gamme de phénomènes paranormaux et élabore les bases d'une philosophie, privilégiant l'esprit à la matière, arguant que l'âme humaine est immortelle et que le destin d'une personne dans l'au-delà est conditionné par ses actes.
Lorsque Chris meurt, il éprouve les sensations d'une expérience de mort imminente. Alors que la douleur abandonne progressivement son corps, il voir un tunnel de lumière et observe son corps en flottant au dessus de lui, relié à lui-même par un cordon d'argent. Il voit alors sa vie défiler devant ses yeux, alors que les événements de son existence apparaissent à rebours. Cette expérience se reproduira plus tard, beaucoup plus lentement, une fois devenu fantôme. Albert compare plus tard cet espace au purgatoire, une époque où les gens sont obligés de réexaminer leur vie sans rationalisation.
La famille de Chris contacte un médium qui peut voir, mais pas entendre, Chris, et ils organisent une séance de spiritisme. Lorsque Chris essaie de communiquer avec eux, il se fatigue et s'endort. A son réveil, il est horrifié d'apercevoir un corps ayant pris sa silhouette en train de converser avec sa famille. Le médium donne, sans le savoir, les réponses qu'il s'attend à entendre, ignorant qu'il ne converse pourtant pas avec le véritable Chris. Le roman explique plus tard que cette forme correspond à l'abandon du corps éthérique de Chris pour libérer son corps spirituel, lui permettant de monter au paradis, ou Summerland.
Summerland, un environnement façonné par les pensées de ses habitants, est assez semblable à la Terre, car c'est à cela que les nouveaux morts sont habitués. La communication y est télépathique et le voyage instantané. On n'y trouve pas la nécessité de manger ou de dormir. Les habitants, qui possèdent tous une aura, peuvent passer du temps à se détendre, étudier ou travailler, mais sans but pécuniaire. Bon nombre de scientifiques et d'artistes s’efforcent d’influencer subtilement l’esprit des habitants de la Terre.
Albert, que le livre identifie comme l'ange gardien de Chris, explique que Summerland dispose de nombreuses choses dont les habitants n'ont pas besoin – comme les voitures – mais qui existent uniquement pour l'usage de certaines personnes qui croient croient qu'elles leur sont nécessaires. Le paradis propre à chaque religion existe quelque part, car c’est ce à quoi s'attendent les fidèles de chaque religion.
Albert ne réussit pas à localiser Ann jusqu'à ce que l'un de leurs fils se mette à prier.
Dans le royaume inférieur, Albert et Chris ne réussissent plus à utiliser la télépathie pour communiquer et doivent voyager à pied ; pour autant, ils ont la capacité à utiliser leur esprit pour agir  – dans une certaine mesure –  sur leur environnement.
Chacun a vécu un grand nombre de vies antérieures ; Certaines âmes deviennent cependant si avancées qu’elles passent à un niveau supérieur pour finir par ne faire qu’un avec Dieu. La réincarnation est un processus complexe dans lequel on entre dans le corps d'un bébé, mais pas nécessairement au moment de la naissance.

## Réception
Lors de sa sortie initiale en 1978, le livre a suscité des réactions partagée tant par les lecteurs que par les critiques. Beaucoup ont été choqués de l'abandon par Richard Matheson du style "horreur", tandis que d'autres se sont particulièrement réjouis de l'effet réconfortant qu'il produisait.

## Différentes éditions
En 1998, l'ouvrage a été réimprimé pour anticiper la sortie du film, utilisant l'affiche du film, comportant une postface de Stephen Simon (alias Stephen Deutsch, le producteur ) expliquant comment il avait découvert le livre, ce qu'il signifiait pour lui et comment il a changé la vie de nombreuses personnes. L'ouvrage original n'était plus disponible depuis des années, et l'édition de 1998 (Tor Books) a intégré la liste des meilleures ventes en librairie publiée par le New York Times. L'éditeur a au publié The Path, un livre non fictionnel dans lequel Richard Matheson expose ses propres croyances spirituelles.

## Éditions originales
- 1978, États-Unis, Putnam Pub Group, septembre 1978, couverture rigide  (ISBN 0-399-12148-X),
- 1998, États-Unis, Tor Books,octobre 1998, livre broché  (ISBN 0-8125-7094-4),
- 1998, États-Unis, Gauntlet Press, édition limitée 20è anniversaire  (ISBN 1887368175)
- 2004, États-Unis, Tor Books, janvier 2004, livre broché  (ISBN 0-7653-0870-3)